# Argyrotheca grandicostata
Argyrotheca grandicostata är en armfotingsart som beskrevs av Kathleen S. Logan 1983. Argyrotheca grandicostata ingår i släktet Argyrotheca och familjen Megathyrididae. Inga underarter finns listade i Catalogue of Life.